# Esther K. Chae
Esther K. Chae, née le 14 juillet 1971 à Eugene (Oregon), est une actrice et dramaturge américaine.

## Biographie

### Jeunesse et formation
Elle naît à Eugene, dans l'Oregon, et à l'âge de cinq ans, elle déménage à Séoul. Elle est la fille du Dr Hi-kyung Chae.
Elle étudie la littérature française à l'Université de Corée et obtient une licence. Après l'obtention de son diplôme, elle retourne aux États-Unis. Elle poursuit des études en théâtre à l'Université du Michigan, où elle obtient une maîtrise, puis elle obtient un MFA en art dramatique à la Yale School of Drama (en).

### Carrière professionnelle
Elle apparaît dans de nombreuses émissions de télévision comme NCIS : Enquêtes spéciales, New York, section criminelle, À la Maison-Blanche, The Shield, Salle d'urgence.
Elle se produit aussi sur des scènes de théâtre, notamment La MaMa Experimental Theatre Club, Performance Space 122, American Repertory Theater. Elle fait partie de la première promotion des boursiers TED en 2009.
Elle écrit et interprète So The Arrow Flies, un spectacle solo de 80 minutes sur une espionne nord-coréenne et l'agent du FBI qui la traque. La pièce aborde des thèmes liés au terrorisme après-11 septembre, à l’idéologie politique, à l’identité nationale et aux relations mère-fille.

## Vie personnelle
Elle parle couramment l’anglais et le coréen, et connaît un peu le français ainsi que le chinois écrit. Elle est combattante de scène certifiée et s’entraîne à la danse du tambour coréen et à la danse masquée. Elle atteint le sommet du Kilimandjaro (Tanzanie) et parcourt les montagnes de l’Himalaya (Inde) ainsi que le Machu Picchu (Pérou).

## Filmographie

### Cinéma
- 2015 au cinéma : Sisters : Filles de la fête
- 2020 au cinéma : Soul : Miho (voix)

### Télévision
- 2002 : 24 Heures chrono : Mina
- 2003 : Urgences : Journaliste Justine
- 2004 : À la Maison-Blanche : McKenzie
- 2006 : NCIS : Enquêtes spéciales : Yoon Dawson
- 2007 : Night Stalker : Le Guetteur : Dae
- 2007 : New York, section criminelle : Mme Kim
- 2008 : Les Feux de l'amour : Dr. Che
- 2018 : Harry Bosch : Aubrey Stenstrom